# هربرت ئی. آیوز
هربرت یوجین آیوز (انگلیسی: Herbert Eugene Ives؛ زاده ۲۱ ژوئیهٔ ۱۸۸۲ درگذشته ۱۳ نوامبر ۱۹۵۳) فیزیک‌دان اهل ایالات متحده آمریکا بود.